# Рудерсдорф (Тирингија)
Рудерсдорф (њем. Rudersdorf) општина је у њемачкој савезној држави Тирингија. Једно је од 55 општинских средишта округа Земерда. Према процјени из 2010. у општини је живјело 357 становника. Посједује регионалну шифру (AGS) 16068046.

## Географски и демографски подаци
Рудерсдорф се налази у савезној држави Тирингија у округу Земерда. Општина се налази на надморској висини од 200 метара. Површина општине износи 7,8 km². У самом мјесту је, према процјени из 2010. године, живјело 357 становника. Просјечна густина становништва износи 46 становника/km².